# René Cardona Jr.
René Cardona Jr. (Ciudad de México, 11 de mayo de 1939 - Ciudad de México, 5 de febrero de 2003) fue un actor y director de cine mexicano, hijo del reconocido director René Cardona y padre de René Cardona III.

## Biografía
Cardona Jr. comenzó actuando en las películas de René Cardona y luego se hizo cargo del oficio de su padre a mediados de la década de 1960, dirigiendo, escribiendo y produciendo más de cien películas a lo largo de los años. Disfrutó de cierta notoriedad y éxito particularmente a finales de la década de 1970 como resultado de su película inspirada en Tiburón (1975), Tintorera (1977), que se convirtió en un clásico de culto.
Aprovechó el espíritu de cooperación entre las industrias cinematográfica mexicana, española e italiana que prevalecía a fines de la década de 1970 y pudo hacer una gran cantidad de películas de explotación de gran presupuesto con actores y equipos profesionales internacionales. También logró contratar a varios actores estadounidenses alguna vez populares durante este período, como Joseph Cotten, John Huston, Gene Barry, Stuart Whitman, John Ireland, Anjanette Comer, Arthur Kennedy y Lionel Stander para ayudar a impulsar la venta de entradas internacionales.
Este breve período de éxito internacional decayó a mediados de la década de 1980, y volvió a las "películas B" mexicanas en español durante las siguientes décadas hasta su muerte. Frecuentemente trabajaba con el actor mexicano Hugo Stiglitz, quien brevemente disfrutó de cierta fama internacional mientras era habitual en las películas de Cardona Jr.

## Filmografía seleccionada
- Teresa (1959)
- ¡En peligro de muerte! (1962)
- Buenos días Acapulco (1963)
- La edad de piedra (1964)
- Fuego en la sangre (1965)
- Juan Pistolas (1966)
- Dos pintores pintorescos (1967)
- Un par de roba chicos (1967)
- El ojo de vidrio (1969)
- Vuelve el ojo de vidrio (1970)
- La noche de los mil gatos (1972)
- El valle de los miserables (1975)
- Survive! (1976)
- Tintorera (1977)
- The Bermuda Triangle (1978)
- Cyclone (1978)
- Guyana: Crime of the Century (1979)
- Chile picante (1983)
- Fiebre de Amor (1985)
- El ataque de los pájaros (1987)
- Escápate Conmigo (1988)
- Pero sigo siendo el rey (1988)
- Sabor a mí (1988)
- Deliciosa sinvergüenza (1990)
- La risa en vacaciones (1990-1996)
- Historias y testigos: ¡Ni una muerta más! (2002)